# 게오르크 니더마이어
게오르크 니더마이어 (Georg Niedermeier, 1986년 2월 26일, 뮌헨 ~) 은 독일의 전 축구 선수다.

## 경력
니더마이어는 2003년까지 FC 바이에른 뮌헨의 유소년팀 소속이었다. 2008년, 그는 FC 바이에른 뮌헨 1군에 합류하였다. 그는 2008년 8월, 함부르크 SV전과 보루시아 도르트문트전에서 사용되지 않은 교체 선수였고, 이후 올랭피크 리옹과의 UEFA 챔피언스리그 경기에서도 교체 명단에 포함되었다.
2009년 1월 30일, 그는 2010년 6월까지 VfB 슈투트가르트로 임대되었다. 2010년 2월 11일, 니더마이어는 2014년까지 유효한 계약을 체결하면서, VfB로 완전 이적하였다.